# 倚天屠龍記 (2009年のテレビドラマ)
『倚天屠龍記』（いてんとりゅうき、簡体字: 倚天屠龙记、拼音: Yǐtiāntúlóngjì）は、金庸の武俠小説『倚天屠龍記』を原作とし、中国で2009年に制作・放映したテレビドラマ。全40話。

## キャスト
後記は吹替声優
- 張無忌／曾阿牛 - ダン・チャオ（鄧超）／伊藤健太郎
- 趙敏／ミンミンテムール - アン・イーシュアン（安以軒）／田中晶子
- 殷離／蛛兒 - ジャン・マン（張檬）／木下紗華
- 周芷若 - リウ・ジン（劉競）／たなか久美
- 小昭 - ハー・ジュオイェン（何琢言）／うえだ星子
- 謝遜「金毛獅王」 - ザン・ジンシェン（臧金生）／楠見尚己
- 張翠山 - チャン・ジーヤオ（張智尭）／丸山壮史
- 殷素素 - ワン・ユエンカー（王媛可）／魏涼子
- 楊不悔 - ルー・チェン（路晨）／美名
- 成崑 - タン・フェイリン（譚非翎）／石住昭彦
- 張三丰 - ユー・チェンフイ（于承恵）／浦山迅
- 滅絶師太 - ワン・ジンホァ（王菁華）／五十嵐麗
- 金花婆婆／ティギス「紫衫龍王」 - マー・リン（馬羚）／安芸けい子
- 紀曉芙 - ホー･ジアイー（何佳怡）／小幡あけみ
- 楊逍 - ウー・シャオドン（呉暁東）／藤真秀
- 殷天正「白眉鷹王」 - チェン・ジーフイ（陳之輝）／塾一久
- 韋一笑「青翼蝠王」 - リー・ミン（李明）／竹田雅則
- 范遥／苦大師 - フー・ドン（胡東）／斉藤次郎
- 宋遠橋 - ルー・ジーミン（陳継銘）／楠見尚己
- 宋青書 - リー・タイ（李泰）／堂坂晃三
- 兪蓮舟 - ワン・ジエングオ（王建國）／遠藤純一
- 兪岱巖 - ジャン・ヘンピン（張衡平）／斉藤次郎
- 張松渓 - グオ・ジュン（郭軍）／高瀬右光
- 殷梨亭 - ワン・ジウシェン（王九勝）／遠藤大智
- 莫声谷 - ワン・ジーガン（王志剛）／一ノ渡宏昭
- 鹿杖客 - バイ・ジュンジエ（白俊傑）／田坂浩樹
- 鶴筆翁 - ハン・ドン（韓東）／丸山壮史
- 丁敏君 - リー・シュン（李舜）／永吉ユカ
- 黄衫の女 - リウ・シーシー（劉詩詩）／西優子

## スタッフ
- 原作: 金庸『倚天屠龍記』
- プロデューサー: ジャン・ジージョン（張紀中）
- エグゼクティブ・プロデューサー: ワン・ジョンジュン（王中軍）、プー・スーリン（蒲樹林）
- 総監督・撮影監督: ユー・ミン（于敏）
- 監督・アクション監督: チャオ・ジェン（趙箭）
- 脚本: 劉毅（リウ・イー）、ワン・シュエジン（王雪静）、ツァオ・イーミン（曹逸鳴）、マー・シュアイ（馬帥）
- 総美術: ハン・ジョン（韓忠）
- メイク: ハン・シャオイン（範笑吟）
- 衣装デザイン: ホウ・ユンイー（侯雲怡）
- 編集: ジャン・ジン（張津）、リー・アイチン（李愛琴）、ユー・ホイ（于輝）

## 日本語版ソフト
2010年にDVDがMAXAMより発売。